# ائومامنچیسور
ائومامنچیسور (نام علمی: Eomamenchisaurus) نام یک سرده از راسته خزنده‌کفلان است.